# Sbor (církev)

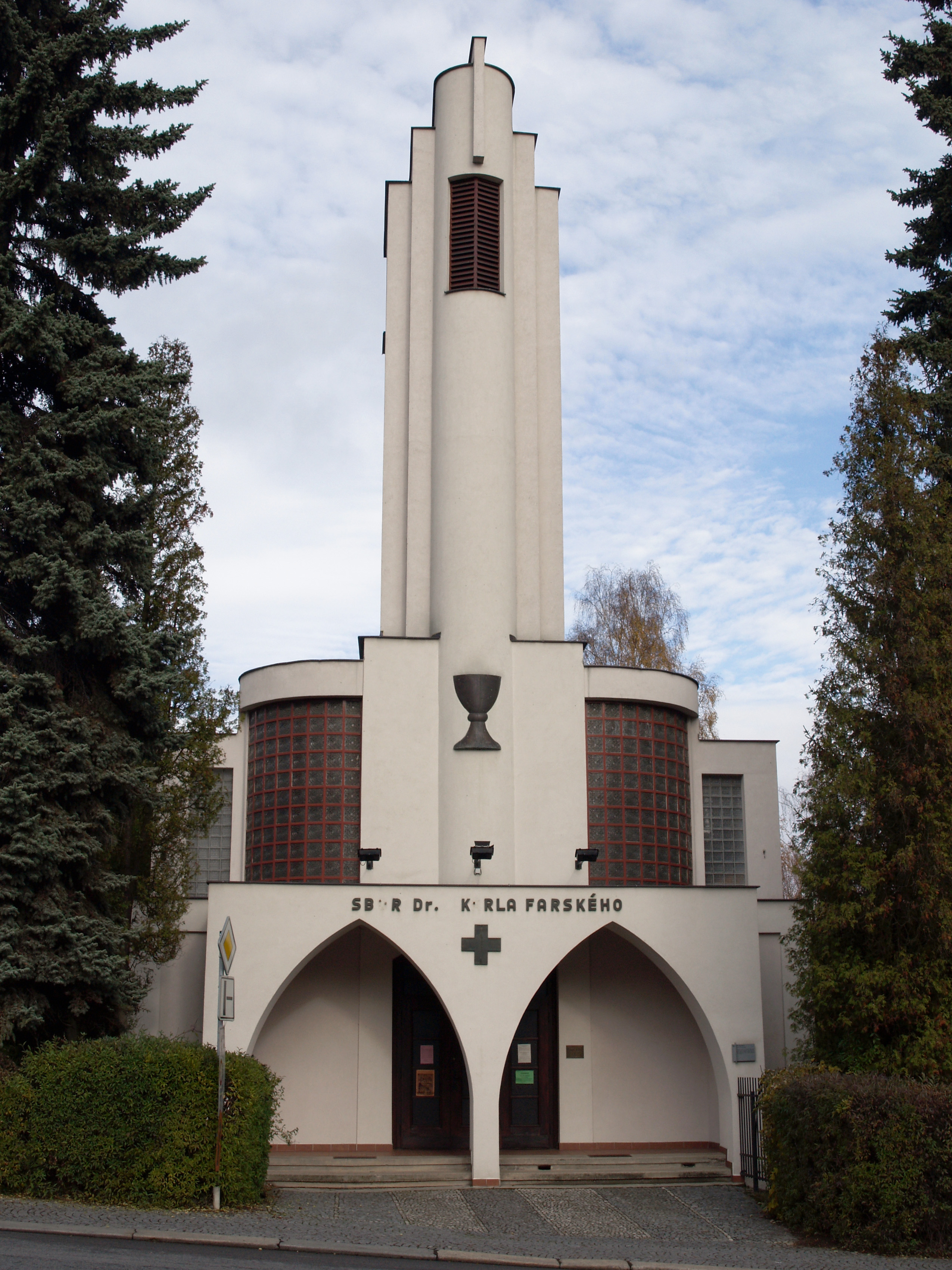
Sbor Dr. Karla Farského Církve československé husitské v Semilech

Sbor je označení pro místní církevní společenství užívané zejména v protestantských denominacích. V katolické a metodistické tradici se obdobný institut nazývá farnost, u české pravoslavné, starokatolické a československé husitské církve a českých unitářů obec. Sbor v určitém městě či oblasti je tvořen věřícími daného vyznání. Většinou je samostatnou církevní právnickou osobou. Veden je staršovstvem v čele s farářem či kazatelem (správcem sboru).[zdroj?] K bohoslužbám se schází v kostele, modlitebně nebo pronajatých prostorech. Na místech, kde není dostatek věřících k založení samostatného sboru, se vytváří stanice (tzv. kazatelská stanice), které je duchovně (farář tohoto sboru v kazatelské stanici vykonává bohoslužby) i právnicky součástí některého z blízkých sborů. V některých církvích existuje i mezistupeň mezi kazatelskou stanicí a sborem – tzv. filiální sbor.
V evangelických církvích je často sbor označován jako farní sbor.
Někdy (zejména ve starší literatuře) se namísto pojmu sbor užívá ve stejném významu pojmu obec.
Ve staré Jednotě bratrské se pojmem sbor (stč. zbor) též označovala budova, kde se obec věřících shromažďovala; v tomto smyslu se pojmu sboru užívá v současnosti v Církvi československé husitské.
Zde se pro sbor v klasickém smyslu vžil název náboženská obec. Pojem sbor se však užívá spíše pro stavbu kostela – obvykle se husitské kostely označují názvem Husův sbor, výjimečně jsou sbory pojmenovány po jiných osobnostech, například sbor Dr. Karla Farského (př. Vyškov, Semily, Třebíč aj.).